# Råttgrundet
Råttgrundet är två öar som ligger mitt i Slemmern på gränsen mellan Mariehamn och Jomala på Åland. Råttgrundet består av Stora Råttgrundet som är en gammal fårbetesholme och Lilla Råttgrundet som har ett rikt fågelliv. Här häckar änder, måsar, trutar och vadare. 